# Liberedaxia
Liberedaxia is een kevergeslacht uit de familie van de boktorren (Cerambycidae). De wetenschappelijke naam van het geslacht werd voor het eerst geldig gepubliceerd in 2009 door Alten, Alten & Ramey.

## Soorten
Liberedaxia is monotypisch en omvat slechts de volgende soort:
- Liberedaxia deslauriersi Alten, Alten & Ramey, 2009